# Región Tepeaca
Tepeaca es la región 22 (Antes 32), ubicada en la parte central del estado de Puebla. Esta región está conformada por 12 municipios y su cabecera es Tepeaca. La región es una división administrativa propia de este estado mexicano, con la finalidad de fomentar el desarrollo socioeconómico de la entidad

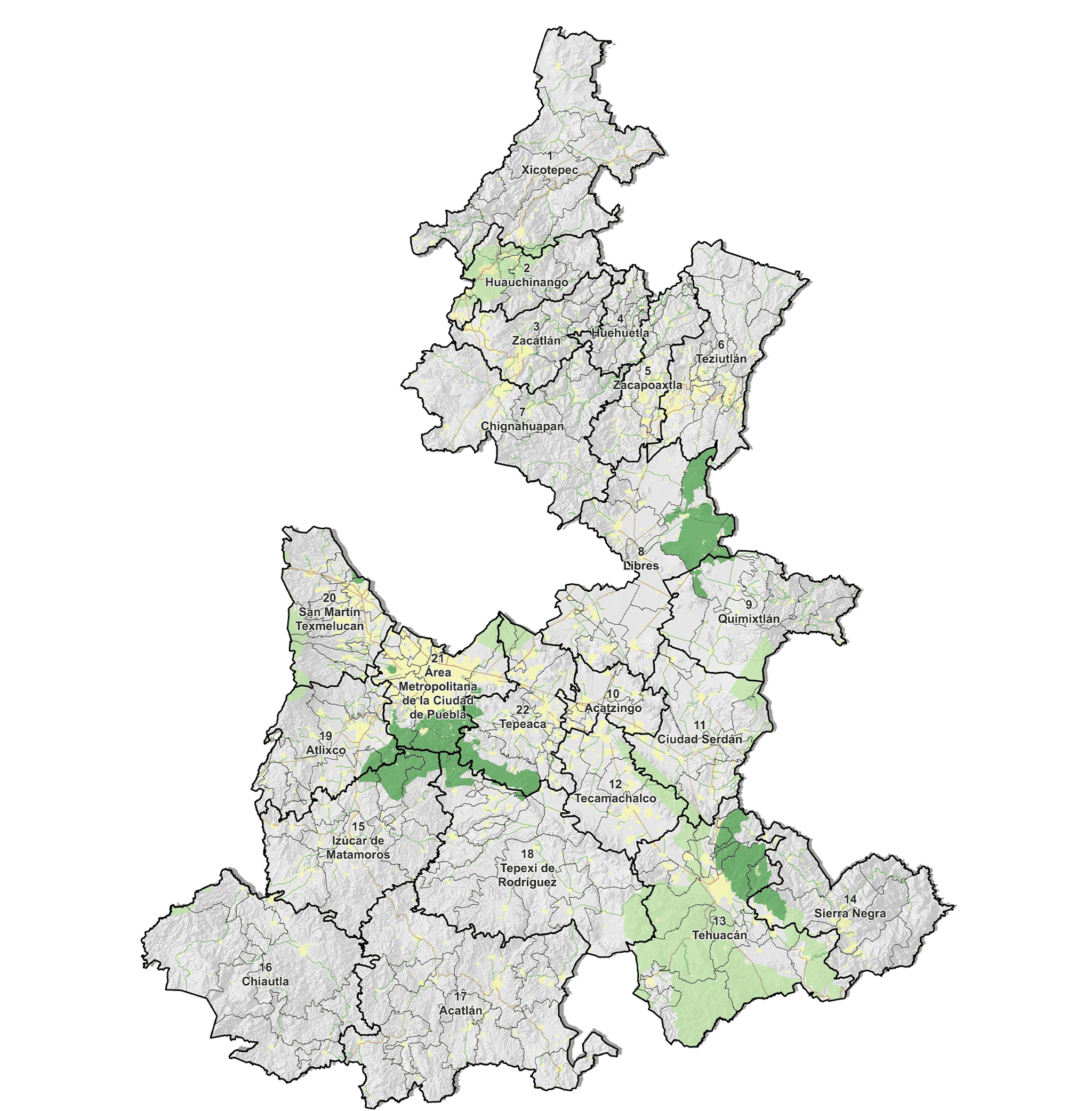
Mapa de Puebla con las 22 Regiones en la Administración 2019-2024

Limita al norte con el estado de Tlaxcala, al sur con la región de Tepexi de Rodríguez, al este con la región de Acatzingo, y al oeste con la Región Metropolitana Puebla. 
Distrito Federal;
- 7 Tepeaca

Distrito local
(13 Tepeaca)
Los 12 municipios que conforman la región han sido agrupados tomando en consideración la características geográficas, históricas, económicas, culturales y políticas en común.
Municipios
- Acajete
- Atoyatempan
- Cuautinchán
- Huitziltepec
- Mixtla
- Santo Tomás Hueyotlipan
- Tecali de Herrera
- Tepatlaxco de Hidalgo
- Tepeaca
- Tepeyahualco de Cuauhtémoc
- Tlanepantla
- Tzicatlacoyan